# Psi
Psi (Ψ ψ) és la vint-i-tresena lletra de l'alfabet grec. Té un valor numèric de 700.
Utilitzacions de Psi:
- És el símbol de la psicologia
- Equival a una funció d'ona
- Psi (client de missatgeria instantània): Client XMPP/Jabber de missatgeria instantània